# 太陽交通 (福岡県)
太陽交通株式会社（たいようこうつう）は、福岡県行橋市を中心にタクシー事業、乗合タクシー事業、路線バス事業、貸切バス事業、旅行事業などを行う企業。公益社団法人日本バス協会の会員にはなっていない。

## 沿革
- 1926年 会社設立。
- 1942年 戦時統合により行橋合同タクシーとなる。
- 1951年 堀構内タクシーに社名変更。
- 1986年 11月、太陽交通に社名変更。
- 1998年 旅行業を行う子会社の太陽旅行が業務開始
- 2001年 10月1日、西鉄バス路線の廃止に伴い、行橋市内を中心に、路線バスと乗合タクシーの運行を開始。

## タクシー事業

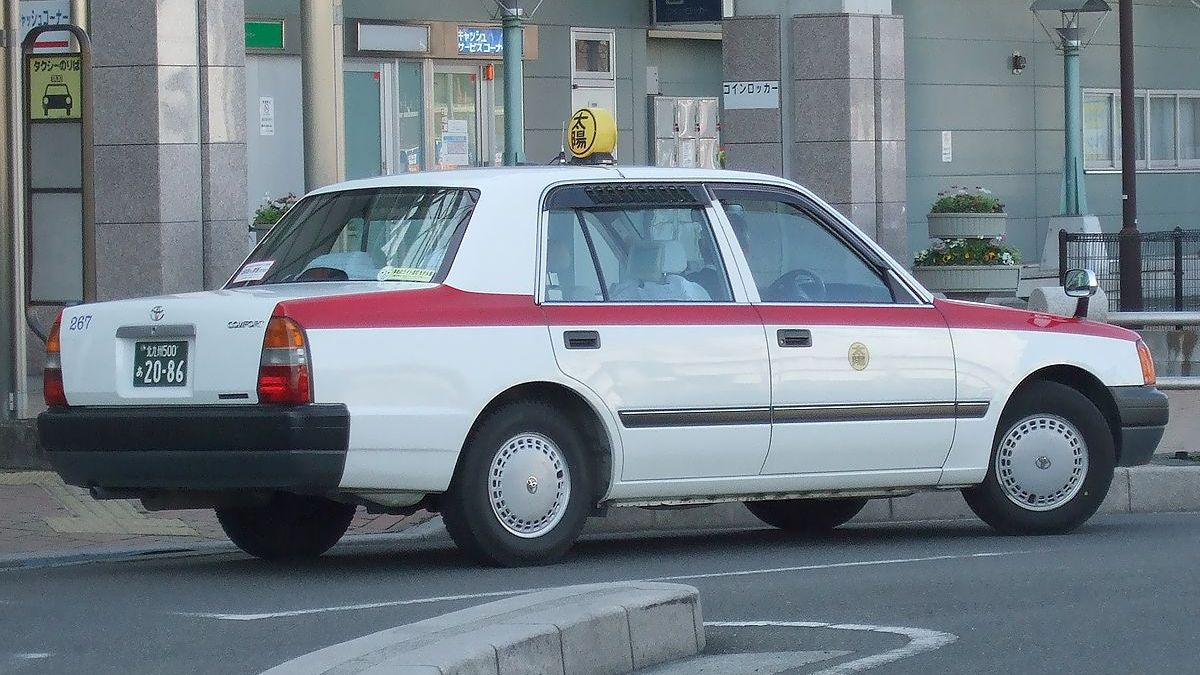
タクシー

行橋市を中心に北九州市南東部から大分県北部にわたる一帯に営業所を置いている。

### 事業拠点所在地
子会社を含む。
- 行橋市（本社所在地）
- 北九州市小倉南区
- 京都郡苅田町・みやこ町
- 築上郡築上町・吉富町
- 豊前市
- 中津市
- 宇佐市
- 豊後高田市

## 乗合タクシー・路線バス

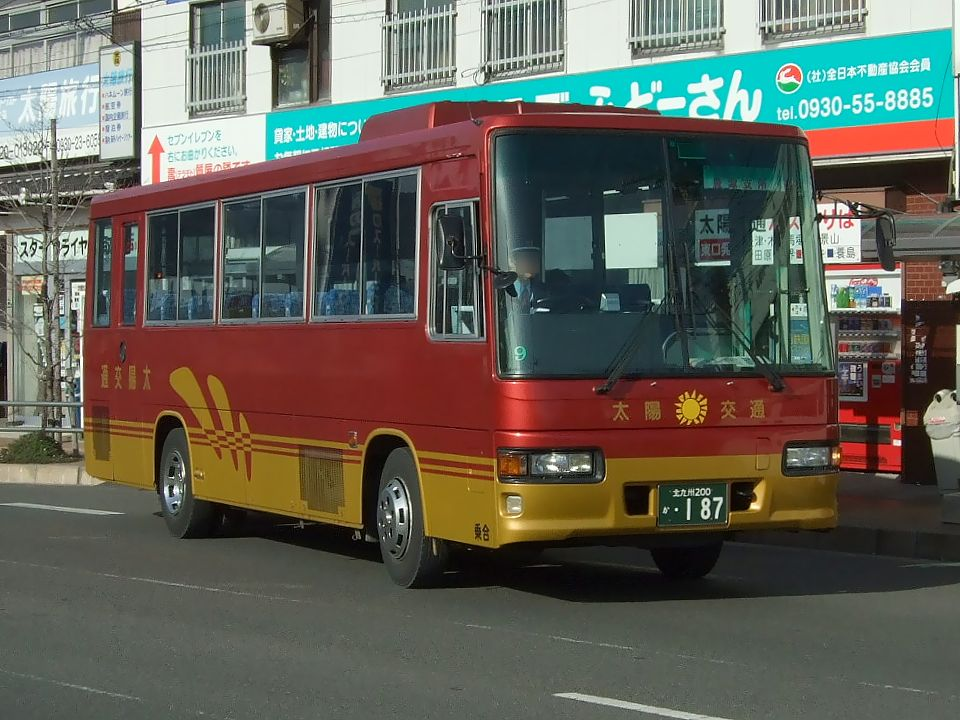
行橋駅東口を発車する路線バス

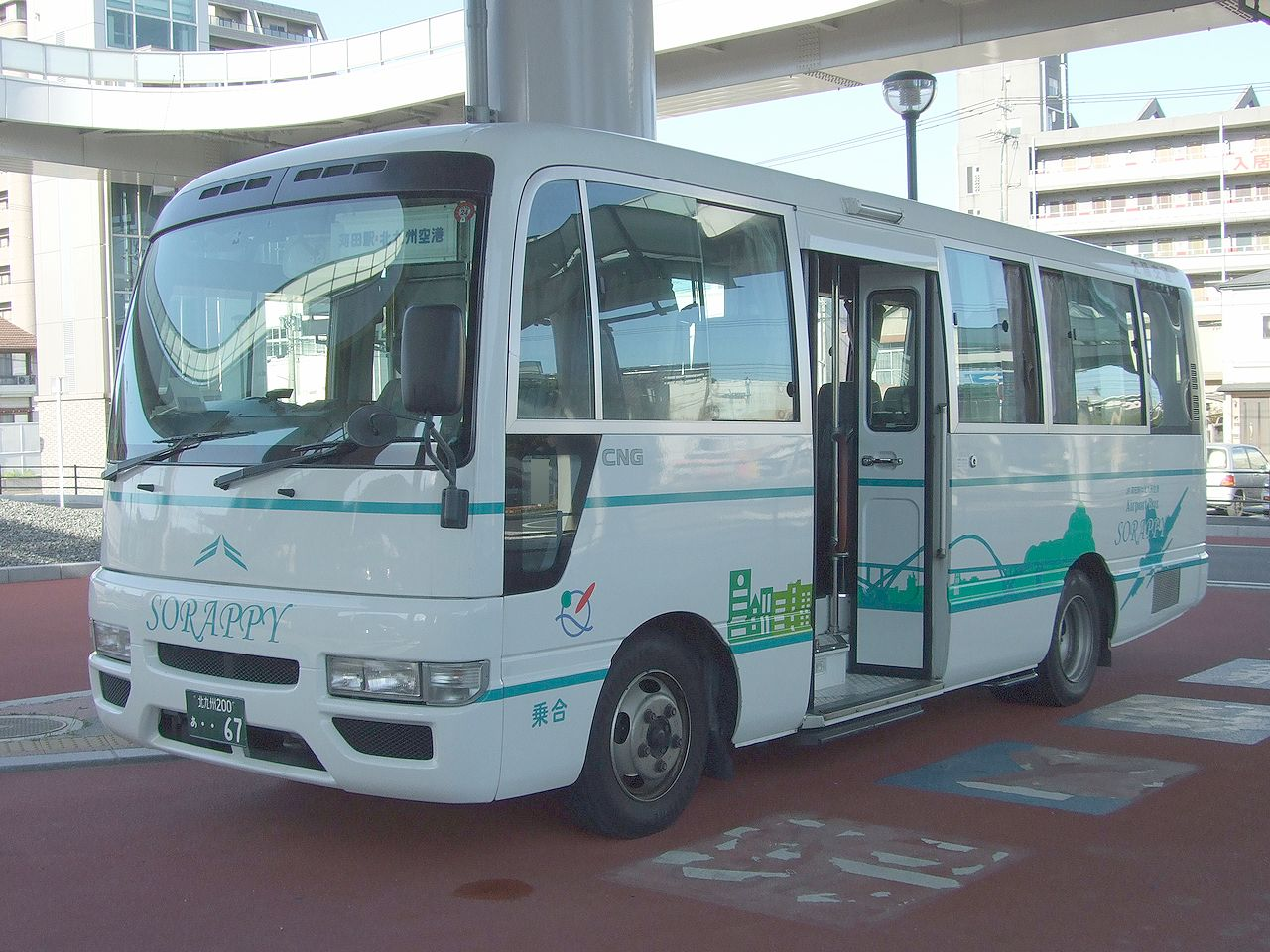
北九州空港線「ソラッピー」（運休）

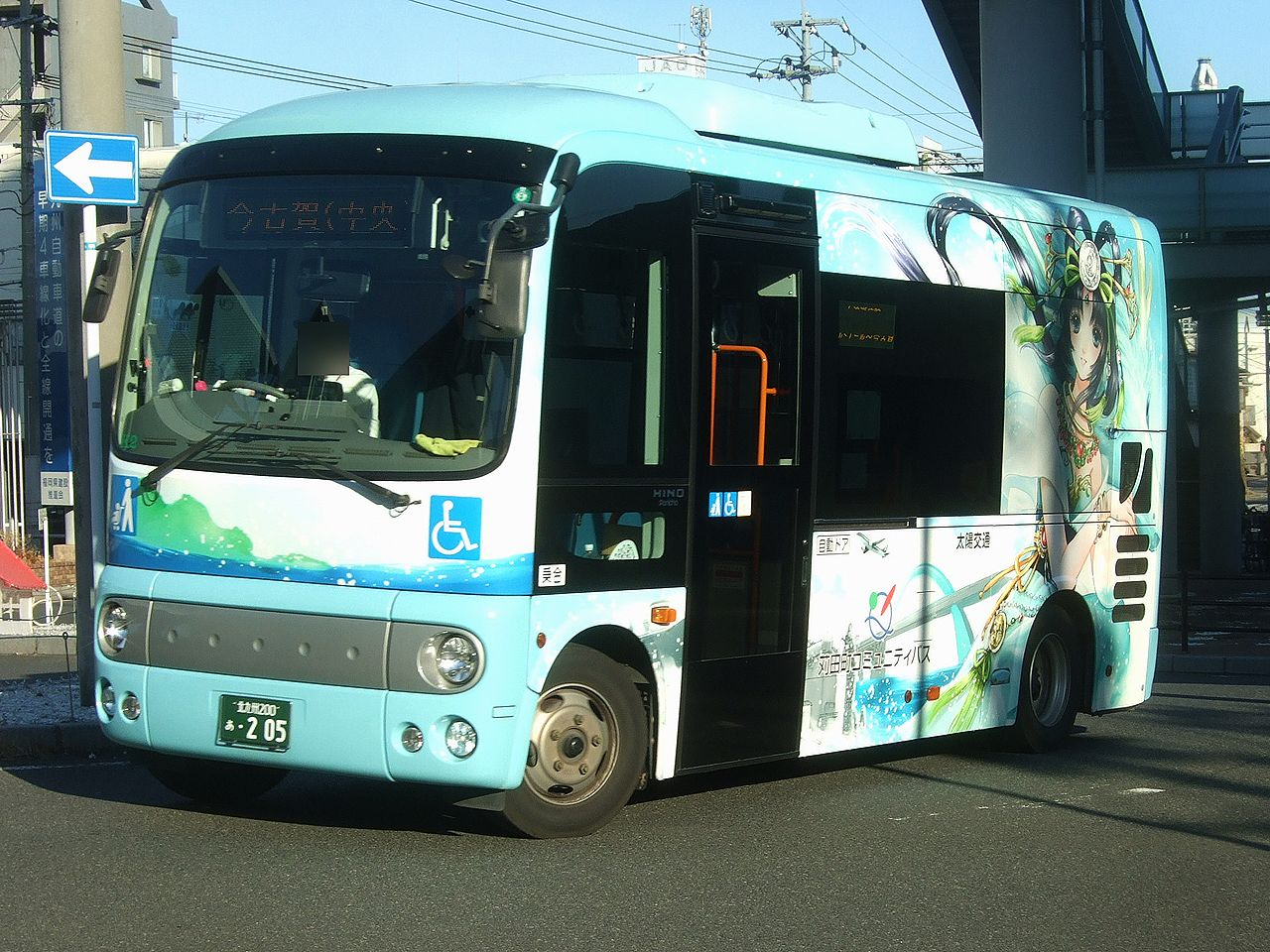
苅田町コミュニティバス

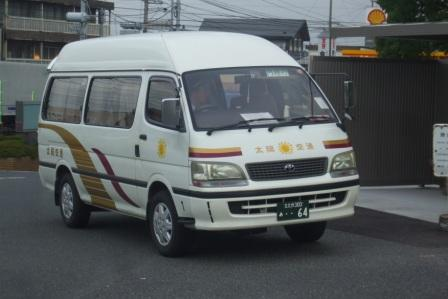
築上町コミュニティバス

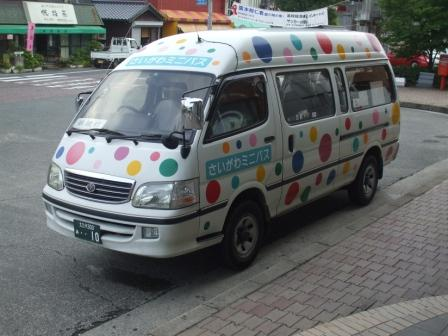
さいがわミニバス（廃止）

行橋市内の一部では、路線バスと乗合タクシーを併用する。規制緩和によりバス事業が免許制から登録・届け出制へ移行したのに合わせ、まず西鉄バスから、京築エリアにおける不採算路線を引き継いだ。タクシー会社としてのきめ細かな路線設定により、ゆめタウン行橋など大型商業施設へ乗り入れるなどして、乗客の確保を図っている。
SUNQパス運営委員会には加入しておらず、SUNQパスは利用不可である。

### 路線一覧
すべて太陽交通直営路線。

#### 北九州空港線
北九州空港 - スカイホテル - JR苅田駅 - 苅田町役場 - 日産九州工場
苅田町と北九州空港を結ぶ。上記停留所のみ停車。苅田駅～日産九州工場間は平日・土曜日のみ運行。
苅田町から年800万円を上限とする助成を受け2010年4月20日に運行開始した。愛称名は空(SORA)とハッピー(HAPPY)を合わせた「ソラッピー」(SORAPPY)。町木のクスノキと新北九州空港道路の連絡橋などを描いたデザインの専用車を使用する。
2015年4月1日より長期運休中。

#### 行橋駅発着路線
以下は行橋駅を拠点に行橋市内または周辺の町との間を運行する路線である。
行事線
行橋駅東口 - 行橋駅西口 - ウィズ行橋 - 行橋北団地 - 行事ルミエール - 苅田ルミエール - 小波瀬西工大前駅 - 小波瀬病院
行橋市中心部と市北部の行事地区を結び、苅田町小波瀬に至る路線。平日のみ運行。2016年4月1日運行開始、2025年9月30日廃止予定。
郡界（築城）線
ゆめタウン - 行橋駅西口 - 行橋駅東口 - JR新田原駅 - 郡界 - 築城駅 - ルミエール
（長峡川→）行橋駅東口 - JR新田原駅 - 工業団地
行橋駅東口 - JR新田原駅 - 郡界 - 稲童漁港
西鉄バス京築中津～行橋線から移行。主に国道10号を通り、行橋市と築上町を結ぶ路線。工業団地発着便は平日のみ（上りは行橋駅東口行き）。稲童漁港発着便は2013年4月15日より運行開始（平日のみ。早朝に行橋駅東口行き、夕方に稲童漁港行きを各1本運行）
蓑島線
ゆめタウン - 行橋駅西口 - 行橋駅東口 - 市役所前 -（沓尾橋）- 文久 - 蓑島 - 海水浴場
西鉄バス京築蓑島線から移行。主に県道沓尾大橋線を通り、行橋市中心部と市北東端の海岸部の蓑島地区を結ぶ路線。ゆめタウン発着便は平日のみ。一部の便は沓尾橋を経由する。
長井線
行橋駅東口 - 市役所前 -（祇園下）- 長井 - 稲童漁港 - JR新田原駅
西鉄バス京築長井線から移行。主に県道沓尾大橋線を通り、行橋市中心部と市東部の海岸部の長井地区を結ぶ路線。平日1往復のみ祇園下を経由する。2013年4月15日より平日3往復を新田原駅まで延伸。
白川線
行橋駅東口 - 博多町入口 - 白川農協 - 谷
西鉄バス京築白川線から移行。行橋駅と苅田町南端・南西端の各地区を結ぶ路線。日祝日運休。2025年9月30日廃止予定。
椿市線
行橋駅東口 - 行橋駅西口 - 西宮市 - 延永 - 椿市 - 入覚 - 下崎
西鉄バス京築入覚線から移行。行橋駅と市北西部の各地区を結ぶ路線。日祝日運休。2025年9月30日廃止予定。
前田ヶ丘線
行橋駅東口→行橋駅西口→西宮市→前田ヶ丘→西宮市→行橋駅西口→行橋駅東口
西鉄バス京築前田が丘線から移行。行橋駅と市西部の前田ヶ丘団地を結ぶ循環系統。日祝日運休。2025年9月30日廃止予定。
宮ノ杜新町線
行橋駅東口 - 行橋駅西口 - ゆめタウン - 大野井 - 下稗田 -（宮ノ杜）- 上稗田 - 新町入口
西鉄バス京築稗田線・宮の杜線から移行。行橋駅と市南西部およびみやこ町の旧勝山町を結ぶ路線。一部の便は宮の杜地区を通過する。
矢留（コスタ）線
（市役所前）- 行橋駅東口 -（行橋駅西口）- コスタ行橋 - 西泉 - 東流末 - 矢留神社前
行橋駅東口 - コスタ行橋 - 西泉 - 今川小学校 - 矢留神社前
行橋駅と平成筑豊鉄道田川線沿線・市南端部を結ぶ路線。東流末経由と今川経由がある。平日のみ東流末・行橋駅西口経由の市役所前発着便がある。日祝日運休。2025年9月30日休止予定。

#### 豊津線
みやこ町の旧豊津町町内および旧豊津町と周辺地域の間を運行する路線。
木井馬場便
ゆめタウン - 行橋駅西口 - 行橋駅東口 - 竹並 - 豊津入口 - 豊津支所 - 節丸 - 木井馬場
ゆめタウン - 行橋駅西口 - 行橋駅東口 - 八景山区民会館前 - 豊津入口 - 豊津支所 - 節丸 - 木井馬場
西鉄バス京築豊津線から移行。行橋市中心部と旧豊津町を結ぶ路線。八景山経由は行橋駅行きが午前、豊津行きが午後を中心に運行される。
築城駅便
築城駅 - 呰見 - 祓郷 - 豊津入口 - 豊津支所
西鉄バス京築祓郷線から移行。旧豊津町と築上町を結ぶ路線。平日のみ運行。
新とよつ駅便
新豊津駅 - 豊津支所
途中ノンストップ。平日のみ運行。

#### 香春線
ゆめタウン - 行橋駅西口 - 行橋駅東口 - 駅前通り - 博多町入口 -（下黒田）- 新勝山 - 新町入口 - 呉 - 道の駅 - 香春町役場
主に国道201号を経由して行橋市とみやこ町（旧勝山町）・香春町を結ぶ路線で、かつて西鉄バス筑豊が行橋駅 - 後藤寺バスセンター（田川市）間で運行していた35番系統の代替である。同系統の行橋市・みやこ町内区間の行橋駅 - 呉間が廃止された際に「呉線」として同区間を運行開始し、2011年4月1日に西鉄バス筑豊が残る呉 - 後藤寺間も廃止した際に代替として呉 - 香春町役場間を延長し、路線名を変更した。
日中の便は下黒田を経由する。早朝の便は道の駅を通過する。

#### 寒田線
築城駅 - 役場前 - 安武 - 上本庄 - 寒田 - 上寒田
西鉄バス京築寒田線から移行。主に県道寒田下別府線を通り、築上町の旧築城町域の中心部と南部の山間部を結ぶ路線。平日の始発・最終便は上下線ともに役場前を通過する。

### 自治体より運行を受託されている路線
- 苅田町コミュニティバス
- 吉富町巡回バス - 実際の運行は宇島太陽交通が担当。2025年4月1日より1年間休止中[4]。
- 築上町コミュニティバス - 実際の運行は椎田太陽交通が担当
- 葛原あいのりタクシー

以下は運行終了
- さいがわミニバス - グループ会社の犀川タクシーが運行。2022年3月31日限りで運行終了。